# Anse Source d'argent
Pour les articles homonymes, voir Anse.
L'Anse Source d'Argent est une anse-plage de 2 km, située sur l'île de La Digue de l'archipel des Seychelles, dans l'océan Indien. Une des plages les plus pittoresques et célèbres des Seychelles et du monde, avec son sable blanc, ses amas de rochers granitiques monolithiques, ses eaux turquoise peu profondes de lagon et sa végétation tropicale luxuriante.

## Géographie

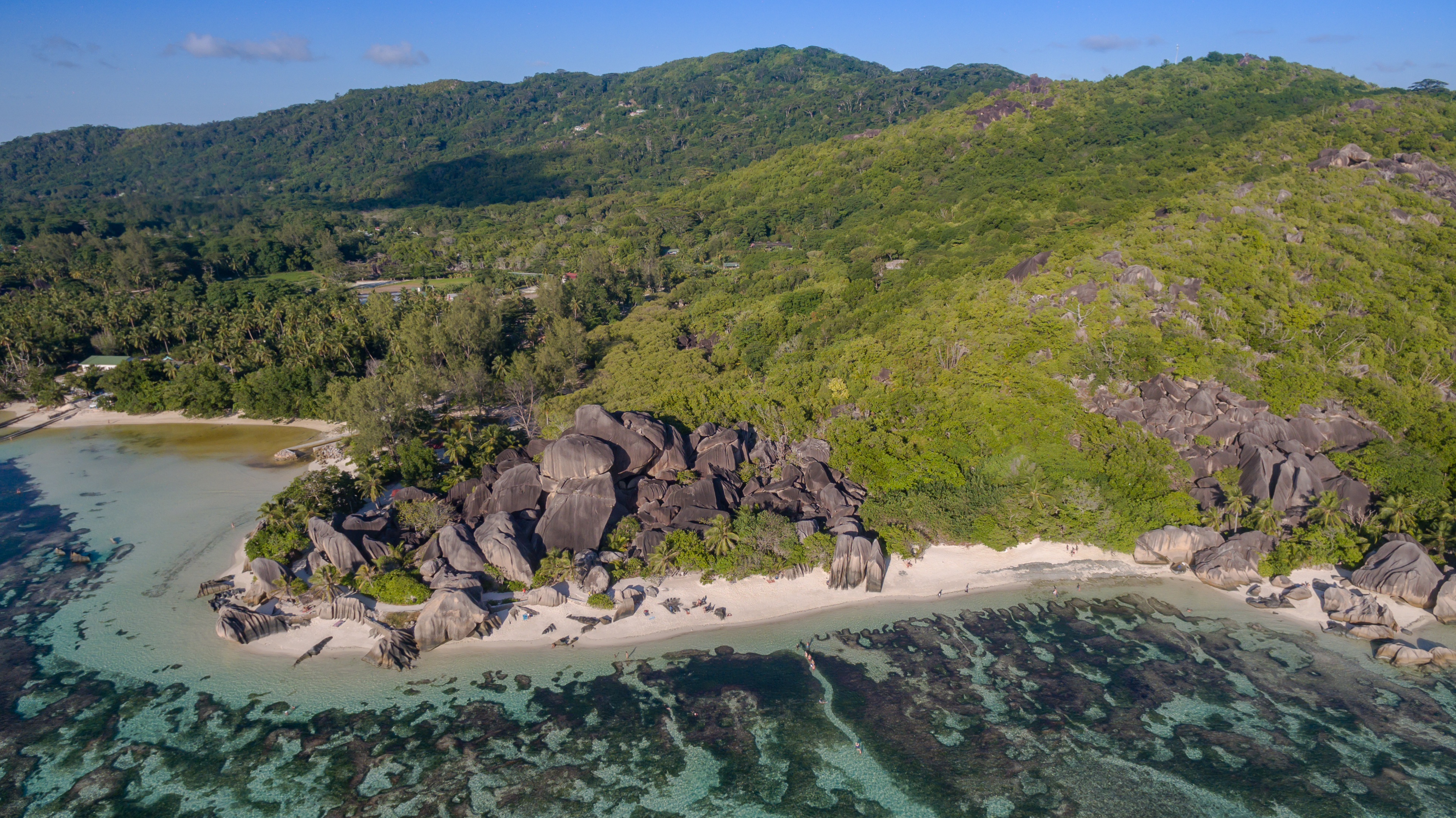

Cette Anse Source d'Argent isolée et protégée (petite baie peu profonde) se situe en zone tropicale, au sud-ouest de l'île de La Digue (de 10 km², 3e île par sa population des 115 îles de l'archipel des Seychelles) au nord-est de Madagascar, au large du Kenya et de l'Afrique, et à 50 km au nord-est de l'aéroport international des Seychelles de l'île de Mahé. Elle est accessible uniquement par la mer ou par un sentier de randonnée du parc de l'Union Estate Farm,, une ancienne cocoteraie et plantation de vanille de l'île, qui abrite entre autres des tortues géantes des Seychelles.  

## Géologie
L'archipel des Seychelles est créé il y a quelque 65 millions d'années par une conjonction de phénomènes : la séparation du supercontinent Gondwana en plaques tectoniques indienne et africaine, associée à un volcanisme sous-marin, similaire à celui qui a créé Maurice et l'île de La Réunion (à 1 800 km au sud-est). Les îles Intérieures (dont La Digue) sont des îles granitiques du centre du banc des Seychelles, une roche formée par un magma volcanique refroidi en profondeur sous la croûte terrestre il y a environ 750 à 800 millions d'années (géographie des Seychelles).

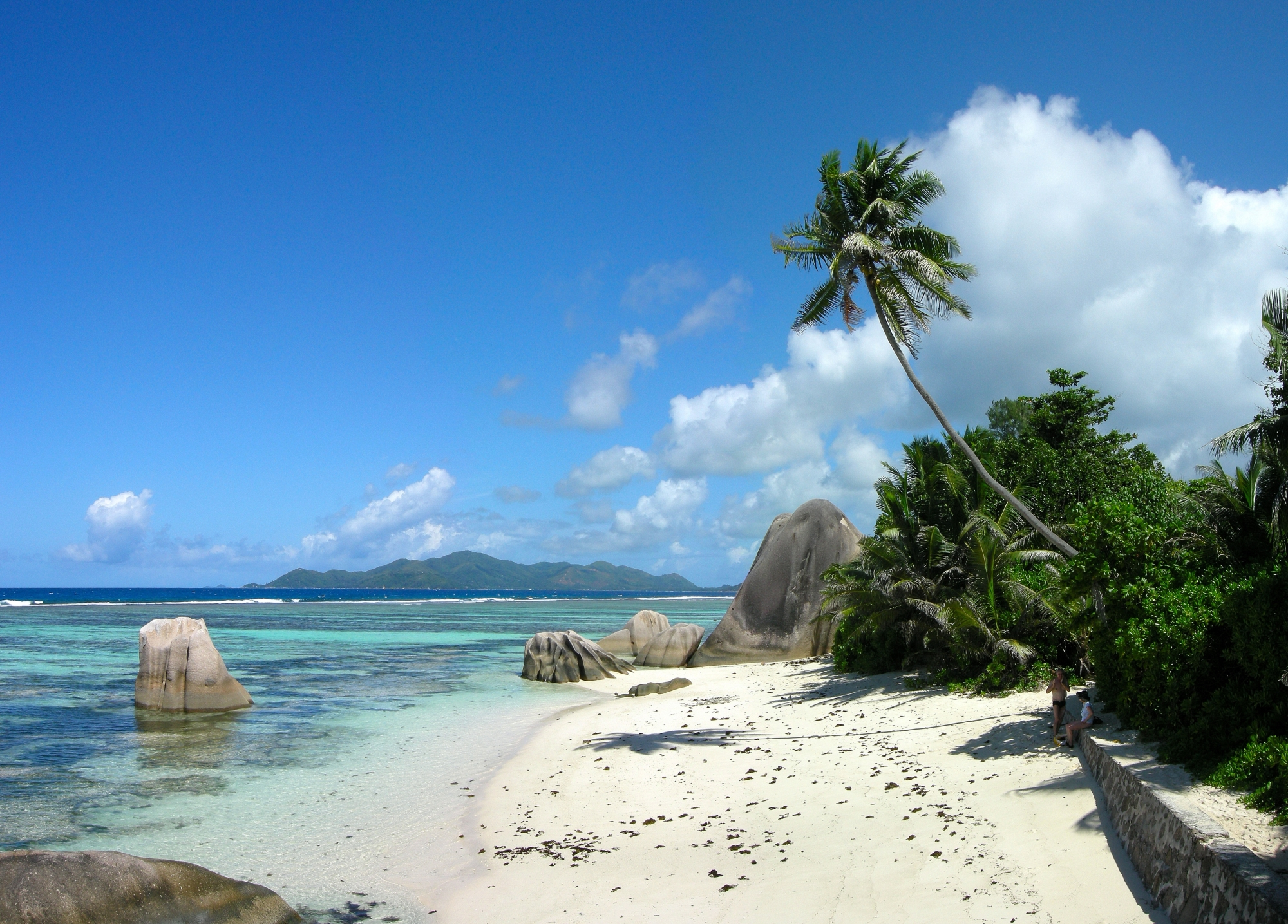
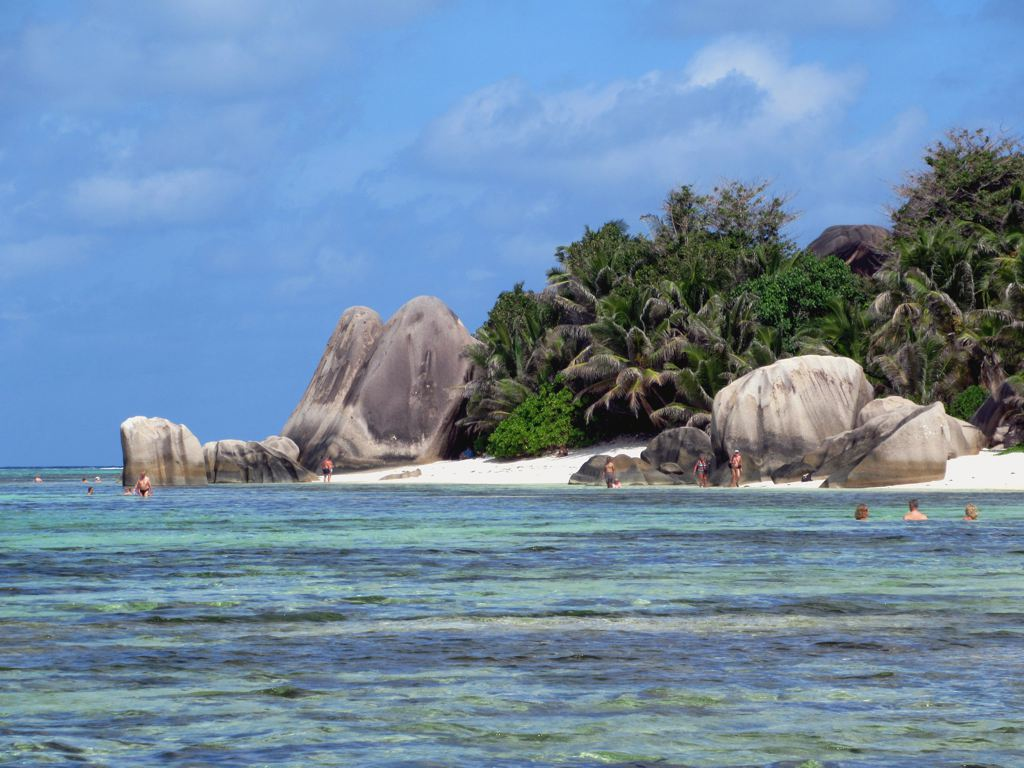
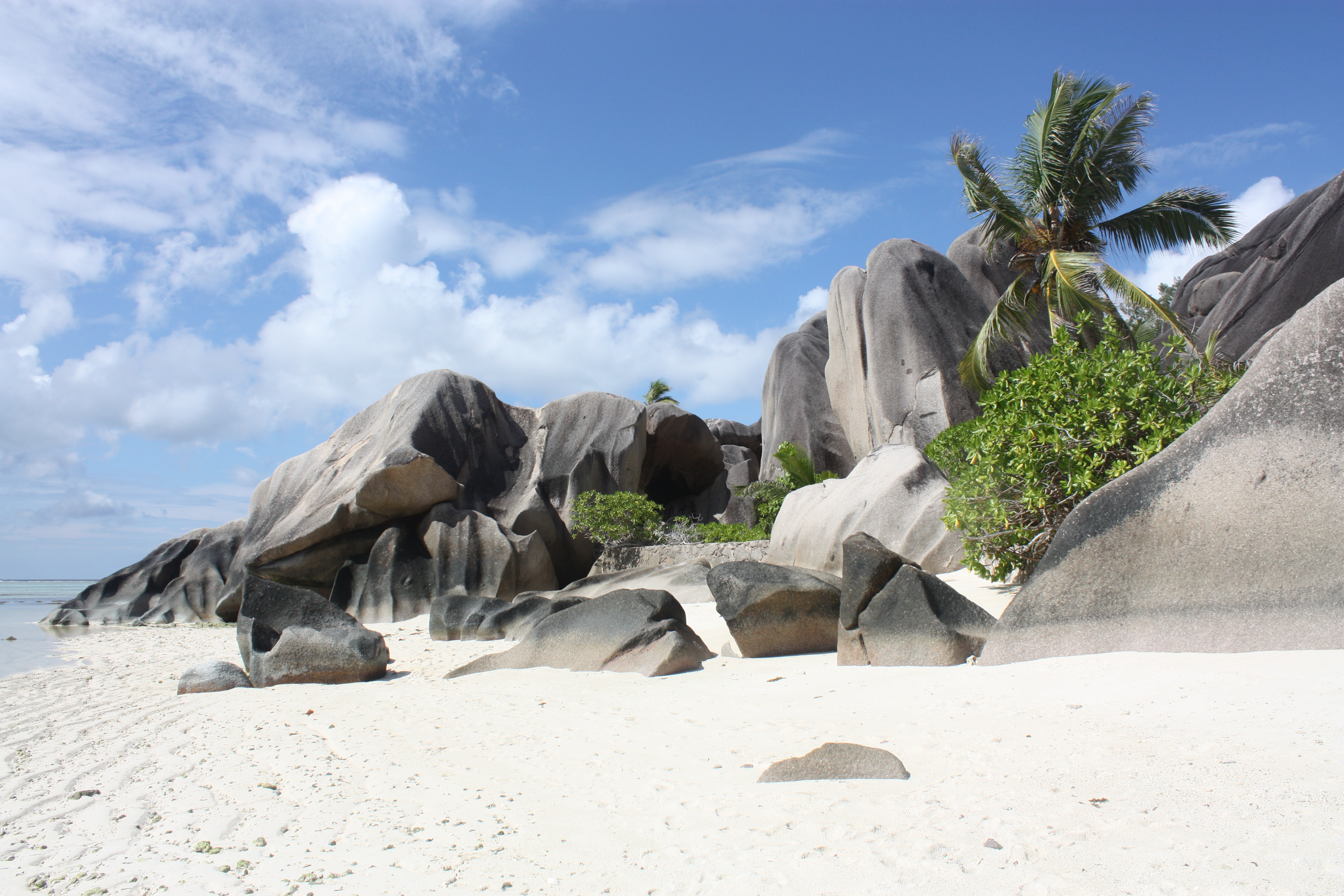

Des amas de rochers monolithiques de granite sont disposés de façon naturelle sur la plage, polis par le temps, avec des équilibres spectaculaires d'apparence instables, en bordure de forêts des Seychelles granitiques. Contrairement à la plupart des autres plages des Seychelles, l'Anse Source d'argent est protégée par un lagon et une barrière de corail propice à la baignade et au snorkeling. La plage change de décor en fonction des marées, avec des rochers qui se dévoilent habituellement en entier à marée basse, et se retrouvent encerclés d'eau à marée haute, donnant une sensation de flottement.

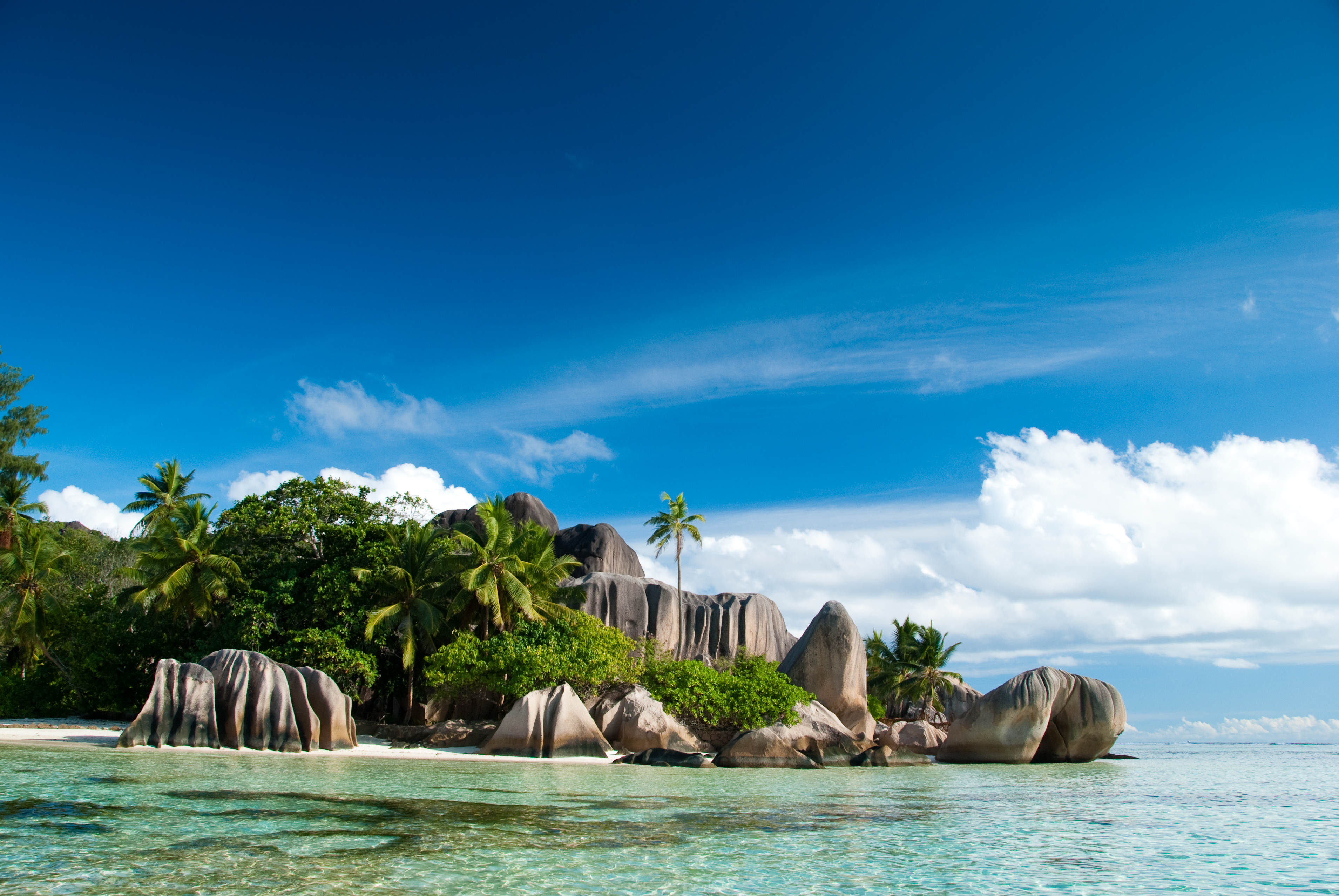
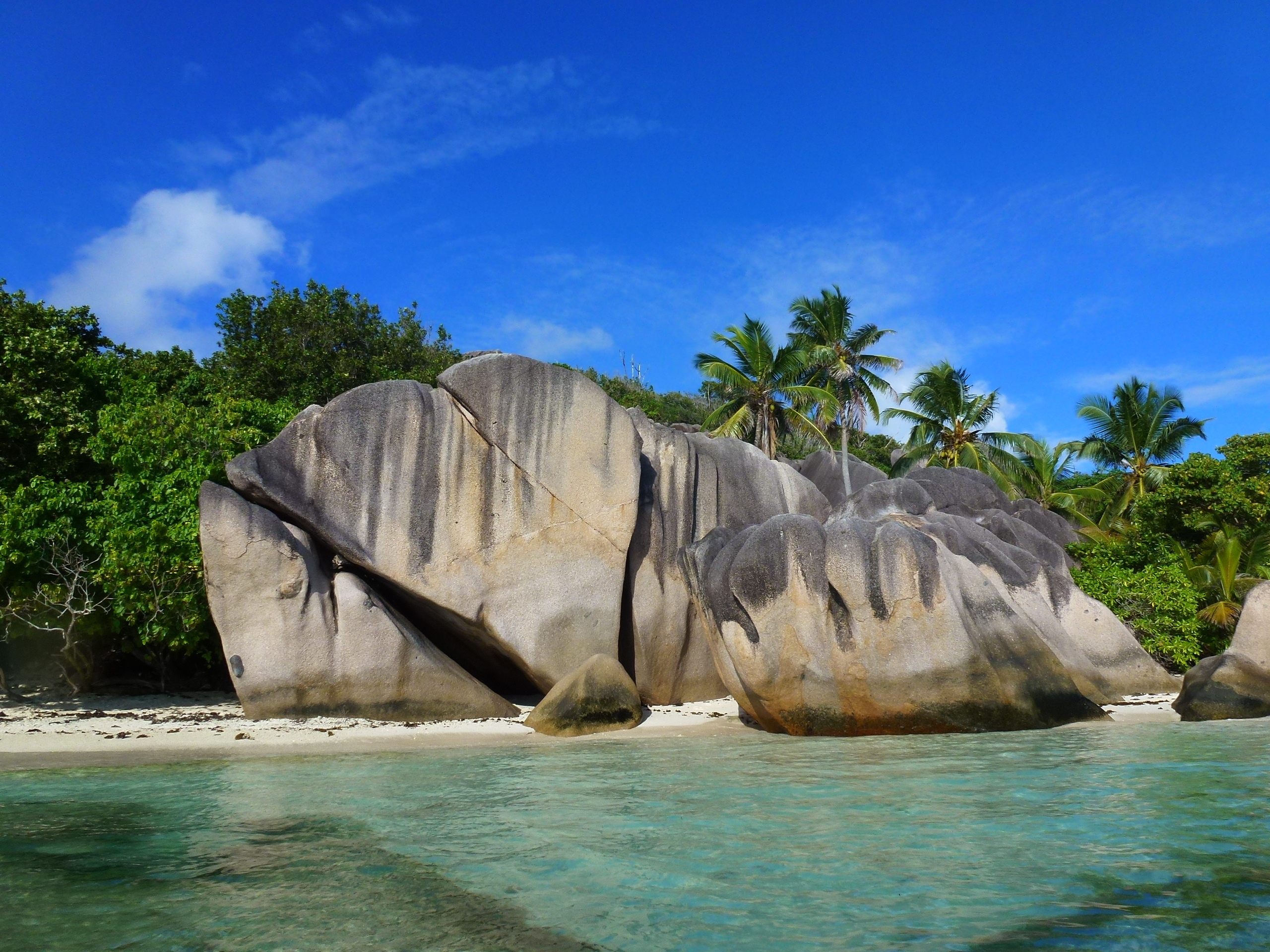
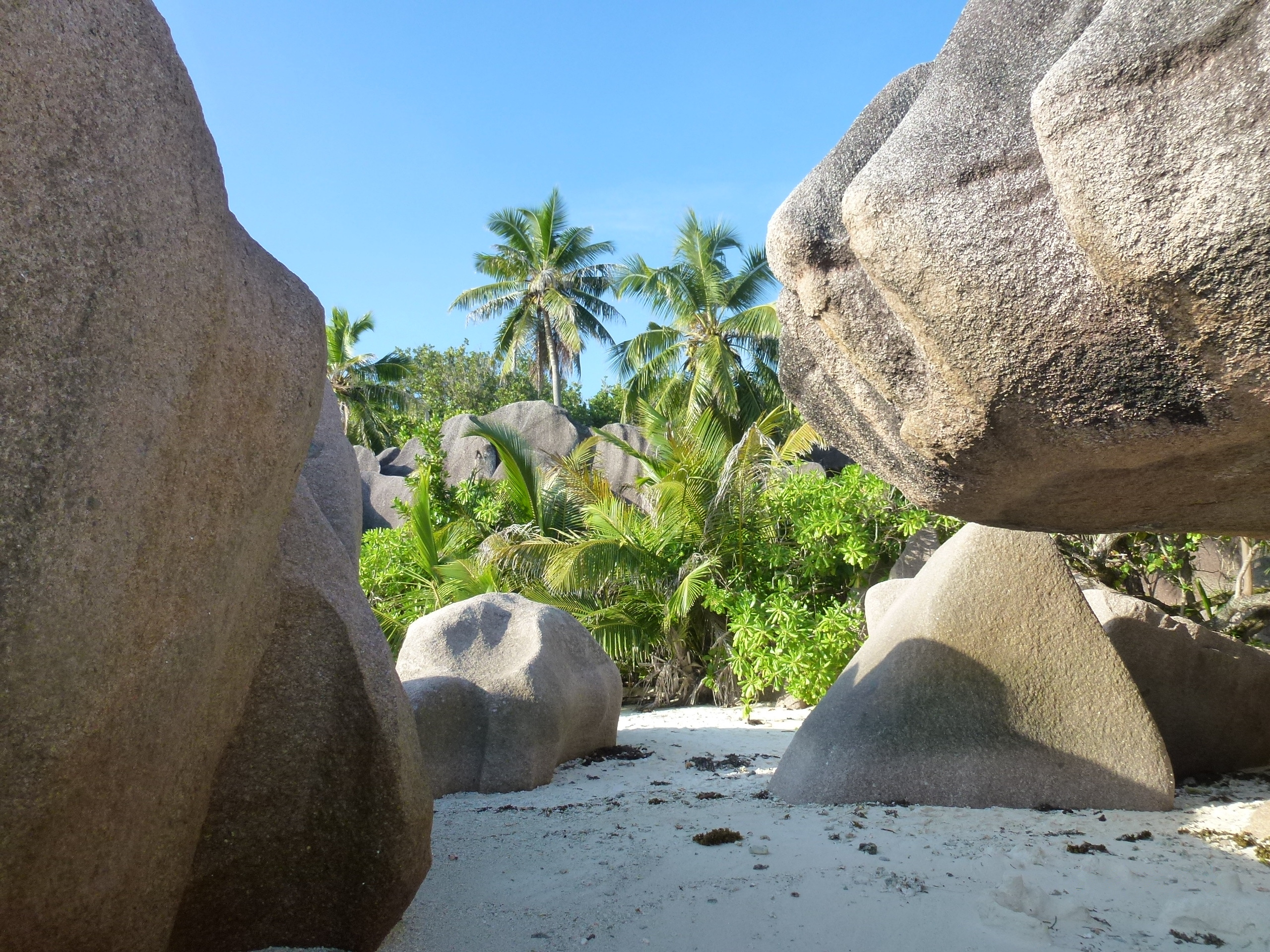
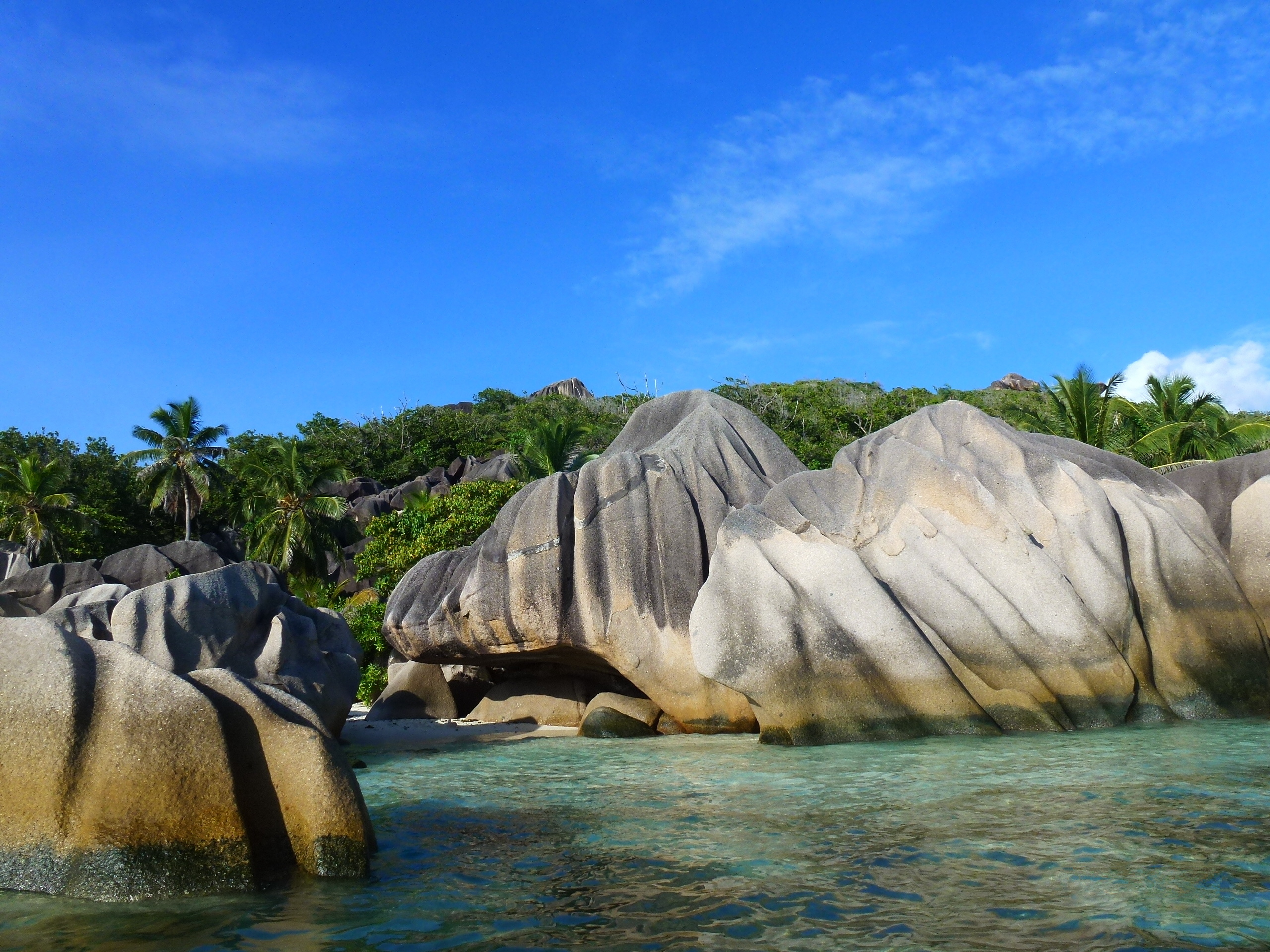
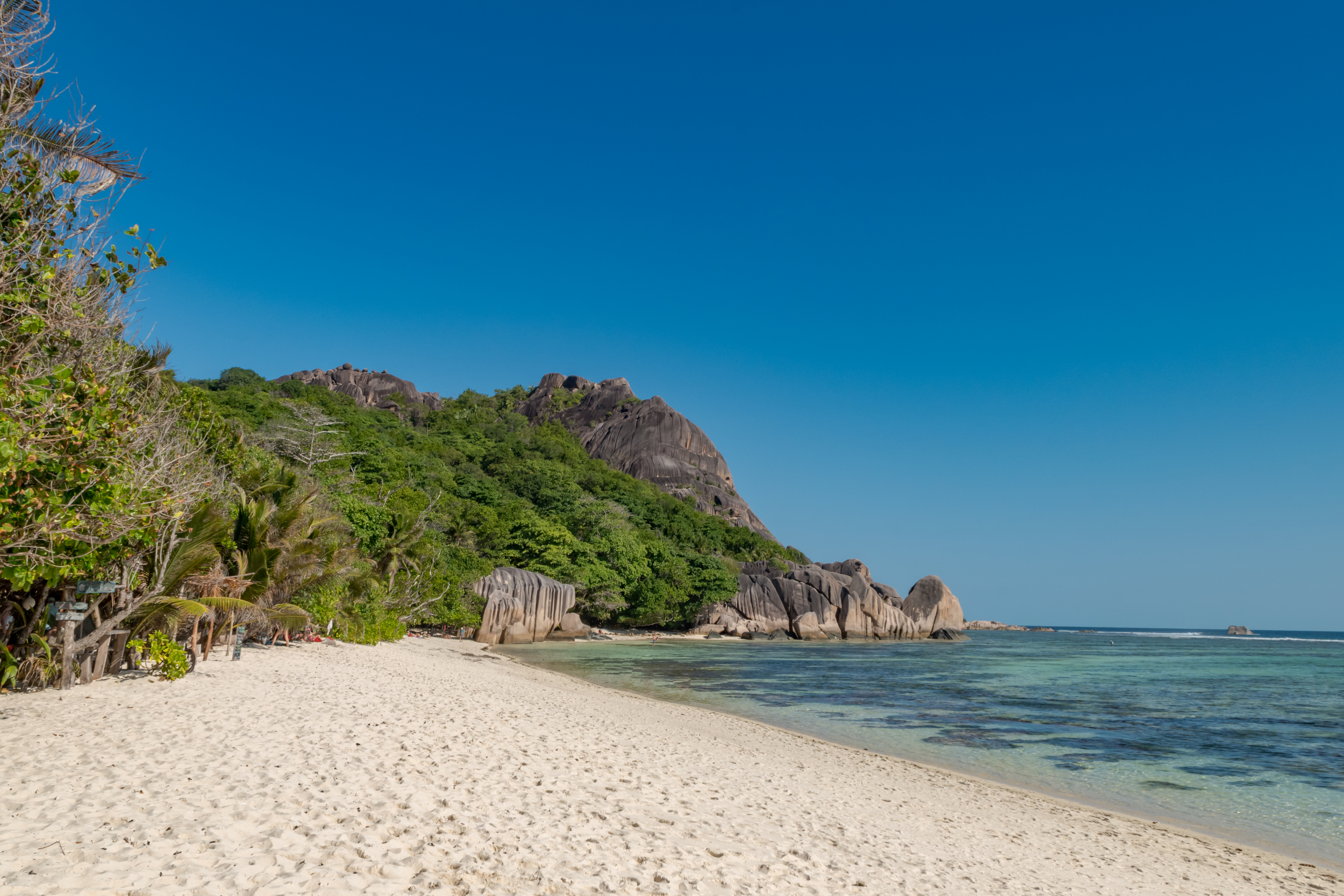

## Distinctions
L'Anse Source d'argent se positionne parmi les plages les plus belles, pittoresques et paradisiaques du monde, dans de nombreux classements médiatiques et touristiques internationaux,,. 

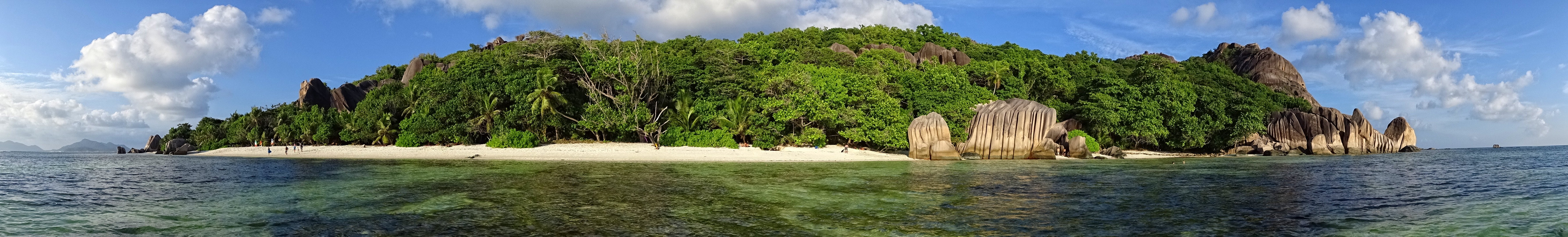